# Meniscomorpha prolixa
Meniscomorpha prolixa là một loài tò vò trong họ Ichneumonidae.